# Song Souvenir
| Recensione | Giudizio |
| ---------- | -------- |
| AllMusic   |          |

Song Souvenir è un album della cantante statunitense Patti Page, pubblicato dalla casa discografica Mercury Records nell'ottobre del 1954.

## Tracce

### LP
Lato A
1. Remember Me – 2:17 (Al Dubin, Harry Warren) – Registrato il 13 luglio 1953
2. They Can't Take That Away from Me – 2:27 (Ira Gershwin, George Gershwin) – Registrato il 13 luglio 1953
3. It's a Sin to Tell a Lie – 2:15 (Billy Mayhew) – Registrato il 13 luglio 1953
4. Until the Real Thing Comes Along – 2:53 (Sammy Cahn, Saul Chaplin, Slim Freeman) – Registrato il 13 luglio 1953

Lato B
1. Red Sails in the Sunset – 3:09 (Jimmy Kennedy, Hugh Williams (Wilhelm Grosz)) – Registrato il 9 giugno 1953
2. These Foolish Things – 3:15 (Eric Maschwitz, Jack Strachey, Harry Link) – Registrato il 9 giugno 1953
3. Stars Fell on Alabama – 2:58 (Mitchell Parish, Frank Perkins) – Registrato il 9 giugno 1953
4. I'll String Along with You – 2:45 (Al Dubin, Harry Warren) – Registrato il 9 giugno 1953

- Durata brani ricavati dalla Compilation dal titolo The Singles 1946-1952 (3 CD) pubblicato dalla JSP Records (JSP2301)

## Musicisti
- Patti Page – voce
- Jack Rael – direttore orchestra